# Liste der Baudenkmale in Kratzeburg
In der Liste der Baudenkmale in Kratzeburg sind alle denkmalgeschützten Bauten der Gemeinde Kratzeburg (Mecklenburg-Vorpommern) und ihrer Ortsteile aufgelistet. Grundlage ist die Veröffentlichung der Denkmalliste des Landkreises Mecklenburgische Seenplatte (Auszug) vom 20. Januar 2017.

## Baudenkmale nach Ortsteilen

### Kratzeburg
| ID  | Lage                  | Bezeichnung              | Beschreibung | Bild                     |
| --- | --------------------- | ------------------------ | ------------ | ------------------------ |
| 539 | Dorfstraße 10 (Karte) | Pfarrwitwenhaus          |              | Pfarrwitwenhaus          |
| 540 | Dorfstraße 11 (Karte) | Pfarrhof mit Pfarrhaus,  |              | Pfarrhof mit Pfarrhaus,  |
| 540 | Dorfstraße 11         | Scheune und              |              |                          |
| 540 | Dorfstraße 11         | Stall,                   |              |                          |
| 541 | Dorfstraße 22 (Karte) | ehem. Bahnwärterhaus mit |              | ehem. Bahnwärterhaus mit |
| 541 | Dorfstraße 22         | Stall                    |              | Stall                    |
| 543 | (Karte)               | Kirche mit               |              | Weitere Bilder           |
| 543 |                       | Mauer                    |              |                          |

### Dalmsdorf
| ID  | Lage                                                                                               | Bezeichnung             | Beschreibung | Bild                    |
| --- | -------------------------------------------------------------------------------------------------- | ----------------------- | ------------ | ----------------------- |
| 189 | Dalmsdorf 19                                                                                       | Bauernhof mit           |              |                         |
| 189 | | Wohnhaus,               |              |                         |
| 189 | | Stall und               |              |                         |
| 189 | | Scheune                 |              |                         |
| 190 | Dalmsdorf 28 (Karte)                                                                               | Dreiseitenhof mit       |              | Dreiseitenhof mit       |
| 190 | | Wohnhaus,               |              |                         |
| 190 | | Scheune und             |              |                         |
| 190 | | Einfriedung             |              |                         |
| 191 | Dalmsdorf                                                                                          | Kopfsteinpflasterstraße |              | Kopfsteinpflasterstraße |
| 193 | Dalmsdorf (zwischen dem nördlichen Ortseingang bis zur Eisenbahnüberführung in Kratzeburg) (Karte) | Kopfsteinpflaster       |              | Kopfsteinpflaster       |
| 194 | Dalmsdorf (zwischen dem westl. Ortseingang und Granzin) (Karte)                                    | Kopfsteinpflasterstraße |              | Kopfsteinpflasterstraße |

### Dambeck
| ID  | Lage      | Bezeichnung    | Beschreibung | Bild |
| --- | --------- | -------------- | ------------ | ---- |
| 195 | Dambeck 2 | Gutsanlage mit |              |      |
| 195 |           | Gutshaus,      |              |      |
| 195 |           | Park und       |              |      |
| 195 | Dambeck   | Speicher       |              |      |

### Granzin
| ID  | Lage               | Bezeichnung                                                    | Beschreibung | Bild           |
| --- | ------------------ | -------------------------------------------------------------- | ------------ | -------------- |
| 404 | Granzin 25         | Bauernhaus mit                                                 |              |                |
| 404 | Granzin 25         | Nebengebäude                                                   |              |                |
| 405 | Dorfstraße Granzin | Spritzenhaus (nahe der Kirche)                                 |              |                |
| 406 | Dorfstraße Granzin | Kopfsteinpflaster (Teilstrecke vom Ortseingang bis zur Brücke) |              |                |
| 407 | (Karte)            | Kirche                                                         |              | Weitere Bilder |

### Pieverstorf
| ID  | Lage | Bezeichnung                 | Beschreibung | Bild |
| --- | ---- | --------------------------- | ------------ | ---- |
| 906 |      | Friedhof mit                |              |      |
| 906 |      | Mausoleum                   |              |      |
| 907 |      | Park,                       |              |      |
| 907 |      | Sandsteinpostament,         |              |      |
| 907 |      | Zufahrt mit Feldsteinmauer, |              |      |
| 907 |      | zwei Portalpfeilern,        |              |      |
| 907 |      | Kopfsteinpflaster und       |              |      |
| 907 |      | Allee                       |              |      |

## Gestrichene Baudenkmale
- Pieverstorf, Gutsanlage

## Quelle
- Karte der Baudenkmale im Geoportal des Landkreises